# Saline di Molentargius
La salina di Cagliari è ubicata nei pressi della spiaggia del Poetto e si estende su parte del territorio del comune di Cagliari e del comune di Quartu Sant'Elena. Le saline sono oggi parte del parco regionale di Molentargius.

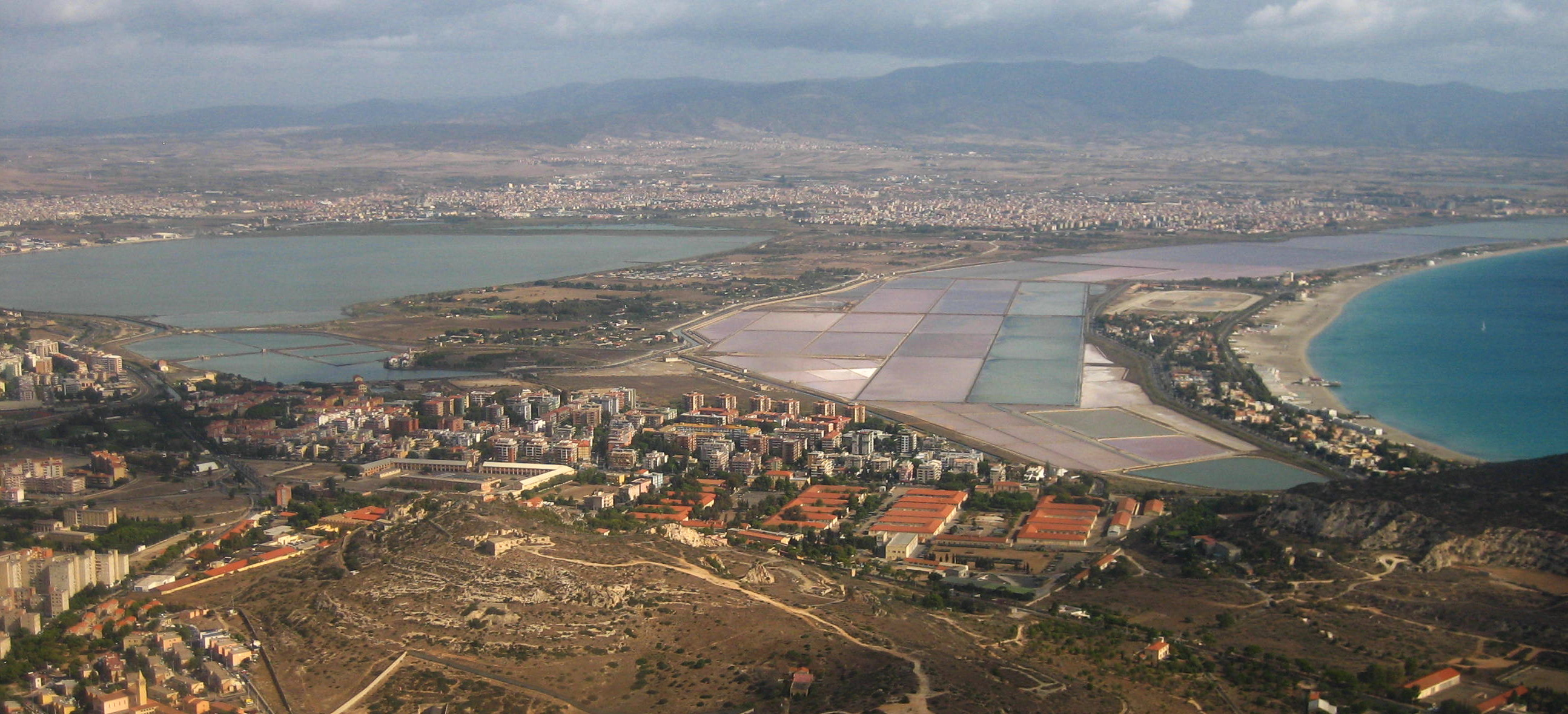
Vista aerea delle saline di Cagliari.

## Storia
La storia dell'estrazione del sale marino a Cagliari sembra che risalga a circa 3000 anni fa, prima ancora dell'epoca degli stanziamenti Fenici. In epoche più recenti l'estrazione del sale fu oggetto di monopolio governativo dapprima con la dominazione spagnola, poi con la dominazione sabauda.

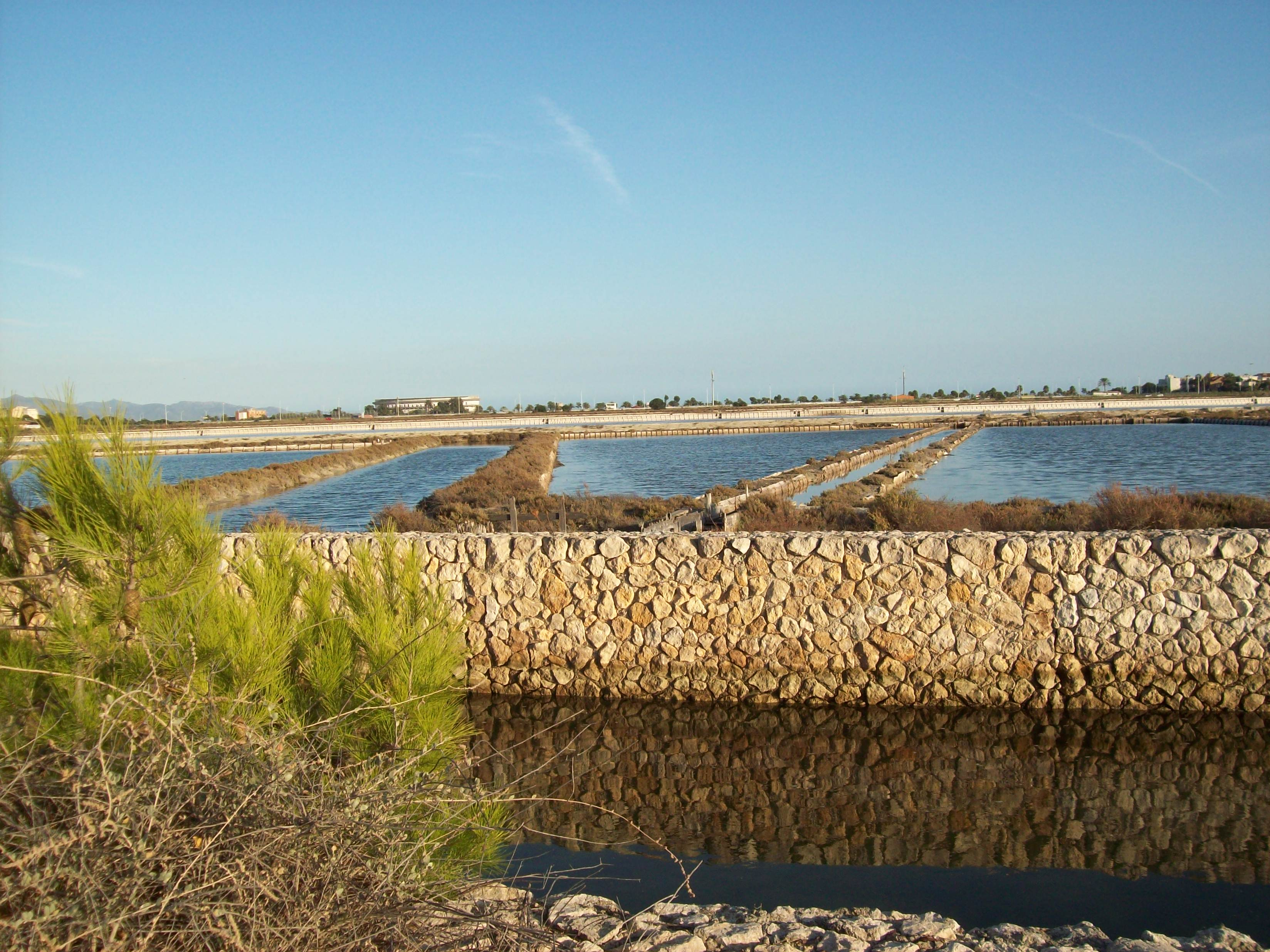
Bacini di evaporazione

L'attività d'estrazione impiegava in passato maestranze reclutate fra la popolazione, ma a cavallo fra il Settecento, l'Ottocento e il Novecento lo stato sabaudo impiegava i condannati ai lavori forzati, provenienti principalmente dalle carceri piemontesi e dal vecchio carcere cagliaritano di San Bartolomeo. 
Il Sig. Giovanni Colivicchi fu nominato Direttore Tecnico delle Saline di Stato e trasferito da Saline di Volterra nel 1913. Portò con sé la famiglia costituita dalla moglie Angelica Gobbini ed i figli Filippo, Lina e Giovanni. Le ragioni della richiesta di trasferimento in Sardegna furono soprattutto quelle di essere destinato a sede universitaria perché i due figli maschi potessero laurearsi. Tuttavia il primo dei maschi, Filippo, rimase ucciso come Tenente nella prima guerra mondiale, mentre il secondo tornò dal Carso in cattive condizioni e non frequentò l'Università, ma divenne capo Stazione delle Ferrovie Complementari Sarde alla stazione di Isili, poi a Belvì e infine a Sanluri. La figlia Lina insegnò alle scuole elementari di Iglesias e di Cagliari.

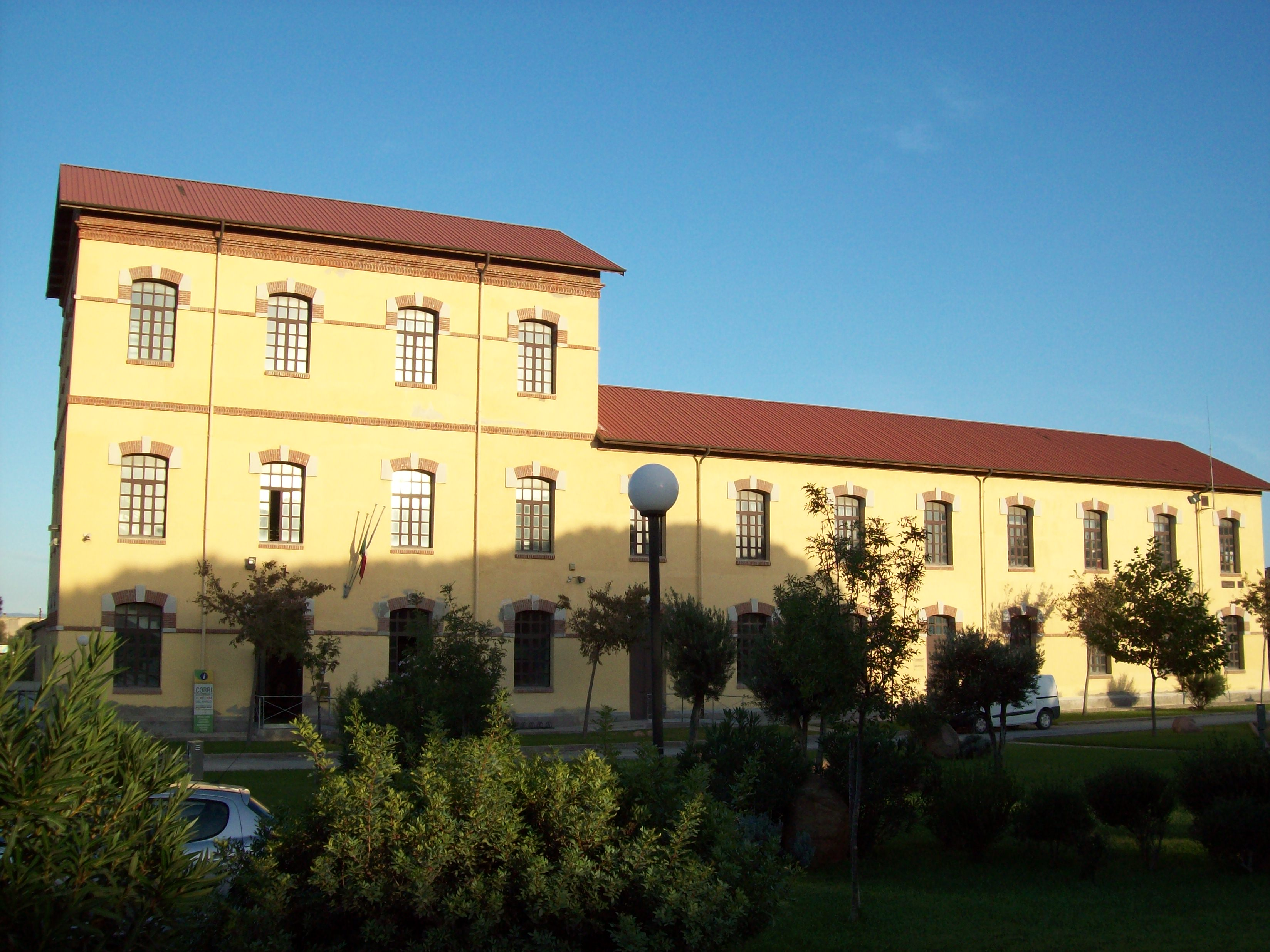
Impianto dei sali scelti

Negli anni 30 la tecnologia modificò drasticamente la tecnica di estrazione con l'allestimento del sistema formato dalle vasche evaporanti, dalle vasche salanti, gli impianti di sollevamento e di canalizzazione delle acque.
Nel 1984 l'attività delle saline di Stato cessò per ragioni igienico-sanitarie a causa della tracimazione di acque inquinate dal Bellarosa minore nel Bellarosa maggiore. Delle Saline restano gli impianti di terra e delle vasche come testimonianza di un'antica attività ed è tuttora attivo il sistema di circolazione e regimazione delle acque per mantenere integro un particolare ecosistema creato in parte dall'uomo

## La città del sale
La città del sale o villaggio del sale fu costruita nei primi decenni del XX secolo ed è oggi considerato un sito di archeologia industriale. Il complesso comprende i palazzi dove risiedevano i dirigenti, le abitazioni degli impiegati, una chiesa, un teatro, dei laboratori e le officine dove avveniva l'estrazione e lavorazione del sale.

### Residenze dei dirigenti
La palazzina della direzione, edificata negli anni 30, era il cuore amministrativo delle Saline di Stato, cruciale per la gestione e posta strategicamente all'ingresso del Villaggio del Sale.
Presenta una facciata caratterizzata dal contrasto tra mattoni rossi e pietra chiara e una struttura equilibrata con un basamento in finta pietra, cornici marcapiano e un imponente cornicione. La cima è adornata da una balaustra.
Immersa in un giardino parte integrante del progetto complessivo e ispirato alla Città Giardino. Gli interni dell'edificio conservano elementi originali di pregio, dagli infissi agli arredi.

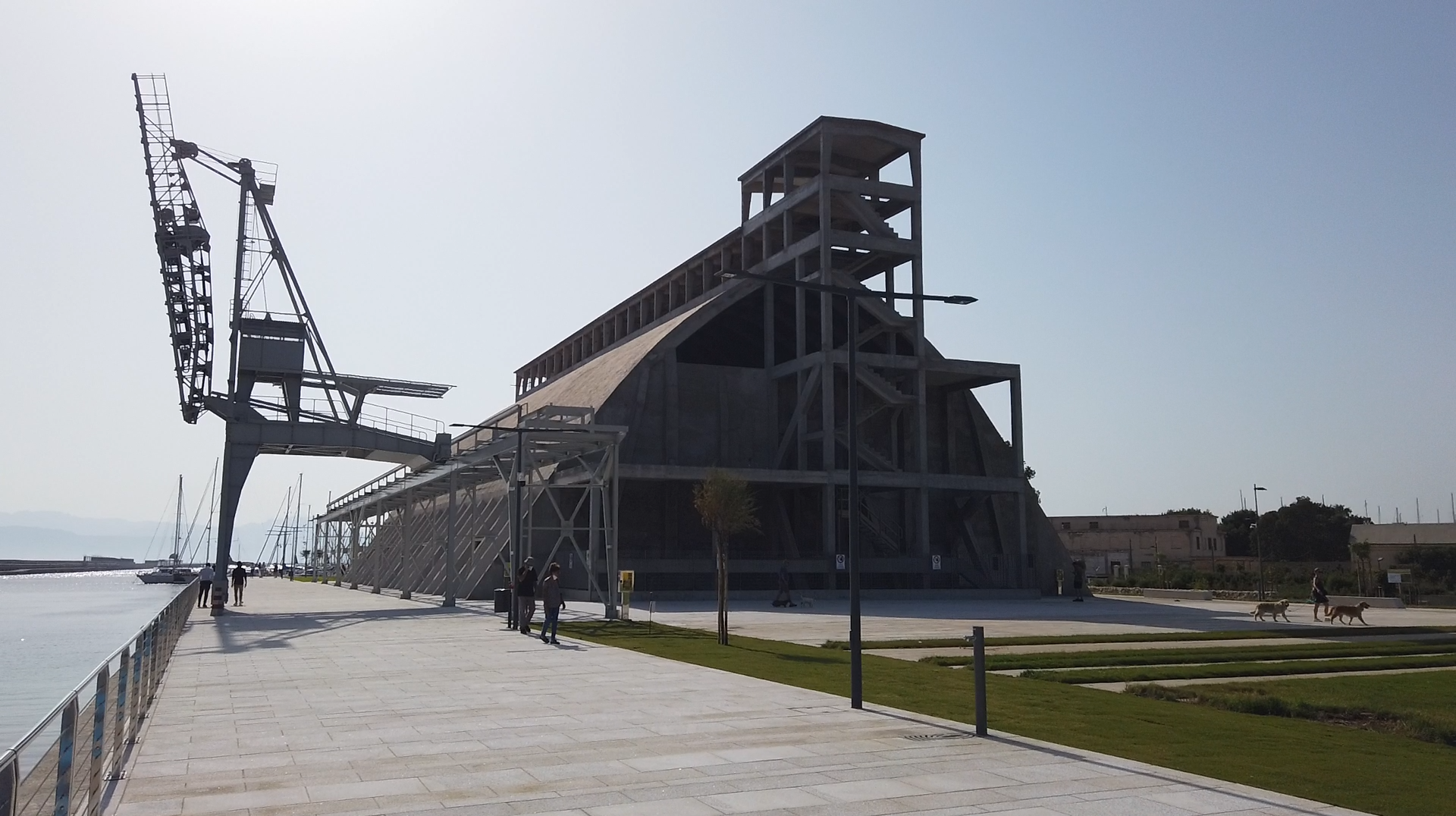
Il padiglione del sale progettato dall'Ing. Pierluigi Nervi

### Locali di lavorazione e conservazione del sale
- Fabbrica dei sali potassici
- Impianto del bromo
- Impianto del gesso
- Idrovora del rollone
- Capannone Nervi

### Sede del dopolavoro
L'ex sede dell'"Opera nazionale del dopolavoro" venne edificata nel 1932 e svolgeva il ruolo di luogo di intrattenimento per i dipendenti . Fu abbandonato nel dopoguerra e poi restaurato ed ampliato negli anni'90 . Attualmente viene gestito da una società teatrale che si occupa anche del suo mantenimento.

### La chiesa del Santissimo nome di Maria
La chiesa costruita per i dipendenti delle saline e progettata dall'Ing. Vincenzo Marchi venne edificata fra il 1927 e il 1934 e consacrata nel 1934. La facciata dell'edificio richiama influssi medievali mentre l'interno è decorato con disegni geometrici e finto marmo. Nel 1964 fu eretta a parrocchia ma nel 1979 venne abbandonata. Restaurata, a partire dal 1991 è diventata chiesa del quartiere "La Palma".

## Galleria d'immagini

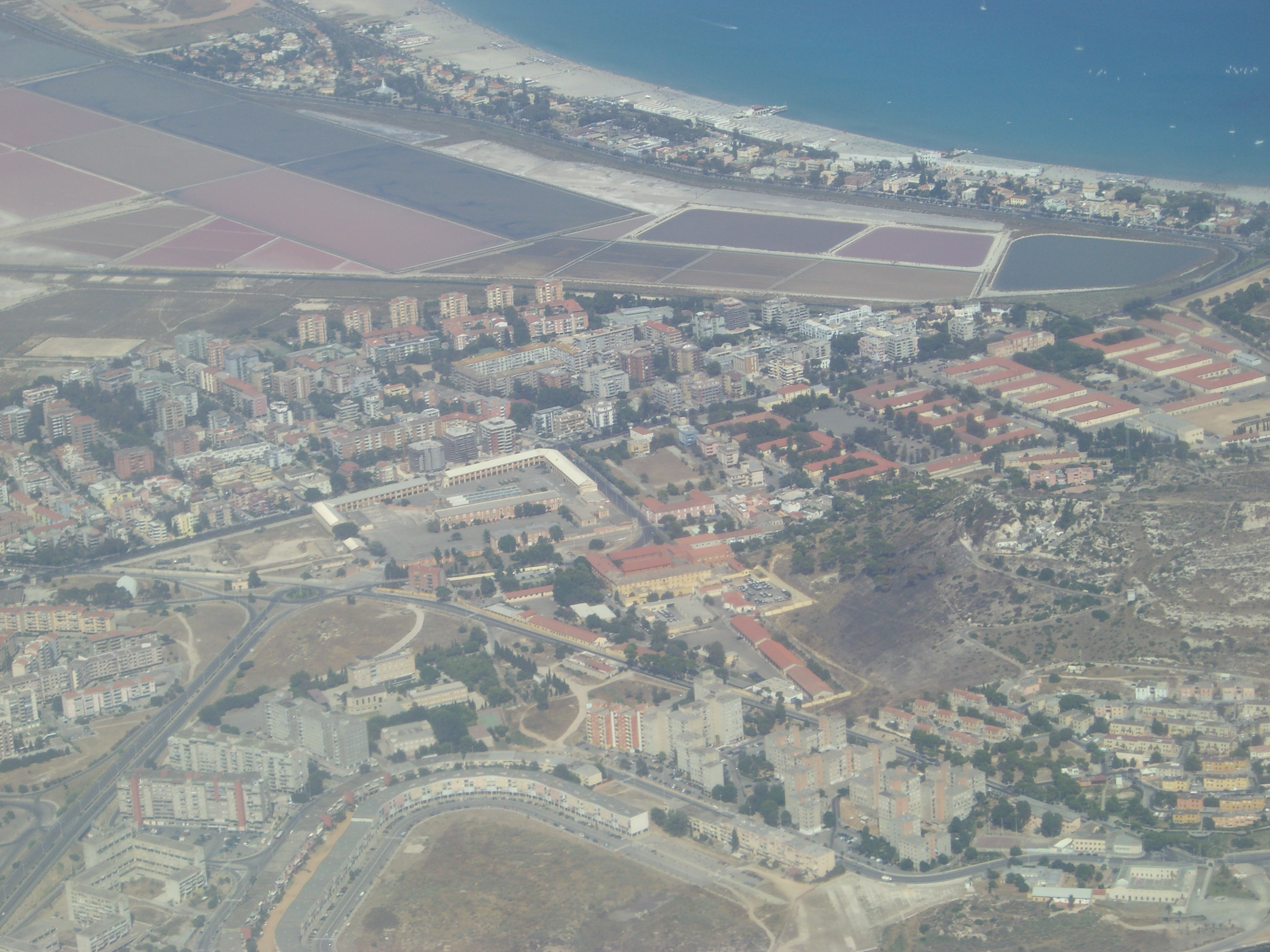
Altra visuale aerea delle saline
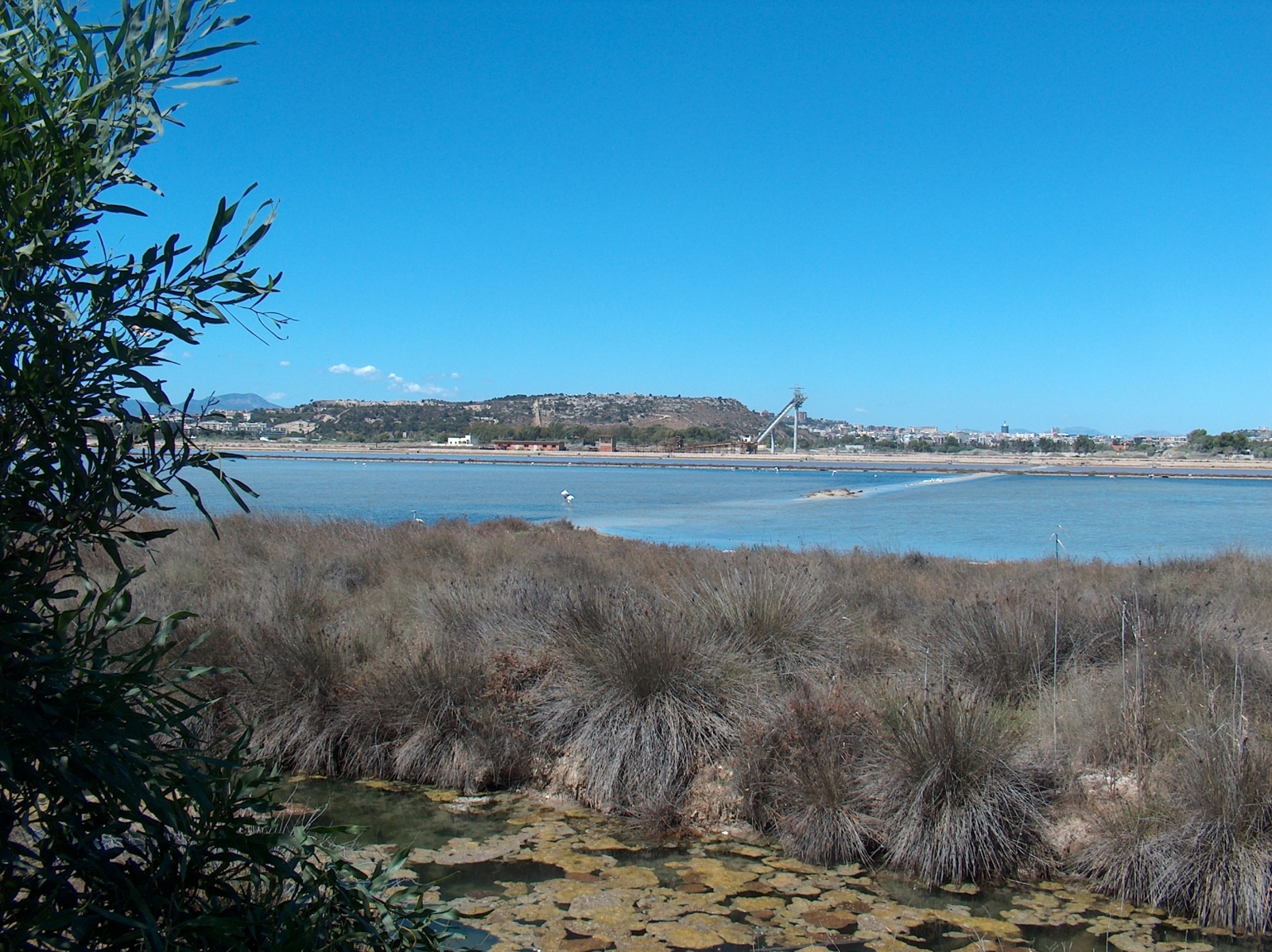
Le saline di Molentargius
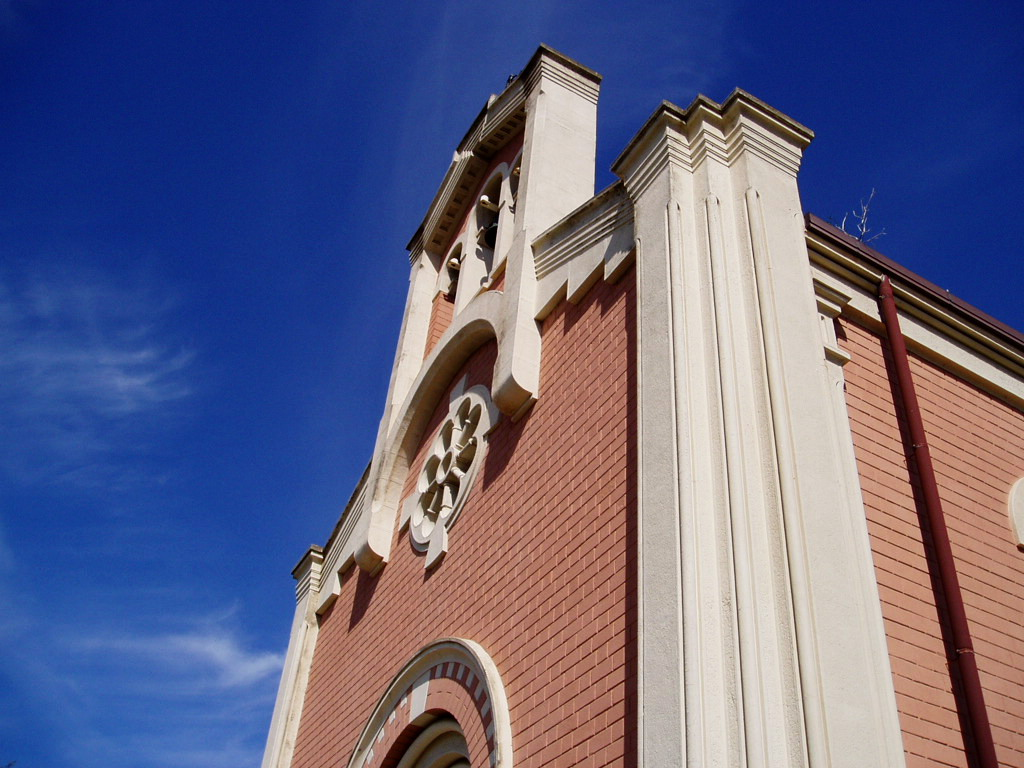
Chiesa Santissimo Nome di Maria